# 三郷市立新和小学校
三郷市立新和小学校（みさとしりつしんわしょうがっこう）は、埼玉県三郷市中央二丁目にある市立小学校。

## 概要
三郷市の三郷中央地区にある小学校である。2021年6月現在の生徒数は1205名。

## 沿革
- 1974年（昭和49年）
  - 4月1日 - 三郷市新和一丁目1番地[1]に設置。校舎未完成のためプレハブ校舎にて授業開始。
  - 6月24日 - 校舎が完成し、プレハブ校舎より移転。また、この日（6月24日）を開校記念日と定めた。
  - 10月 - 校庭整地が完了し、第1回運動会開催。
- 1975年（昭和50年）4月 - プール完成。
- 1976年（昭和51年）4月 - 児童急増による教室不足のため、プレハブ4教室を使用。
- 1977年（昭和52年）4月 - 教室不足のため、プレハブ6教室を使用する。
- 1978年（昭和53年）
  - 2月 - 校歌制定。
  - 3月 - どうぶつランドが完成。
- 1979年（昭和54年）
  - 3月 - 体育館が完成。
  - 4月 - 学級増のため、プレハブ8教室を使用する。
- 1981年（昭和56年）
  - 4月 - 再び学級増のため、プレハブ8教室を使用する。
  - 5月 - 校舎南の花壇整備。
- 1982年（昭和57年）3月 - 低鉄棒と砂場を完備。
- 1984年（昭和59年）
  - 2月 - 校舎増築。
  - 3月 - 体育館新築。プール塗装・校庭フェンス修理・校舎雨漏り等工事・受水槽・浄化槽・校庭散水機・駐車場の舗装。10周年記念シンボル塔建立。
- 1988年（昭和63年）
  - 4月 - 寄贈により、高鉄棒を設置。
  - 9月13日 - 15周年記念式典挙行。PTAより、低学年図書室・書架・トランペット鼓隊ユニフォームが寄贈される。
- 1993年（平成5年）11月16日 - 20周年記念式典挙行。
- 2000年（平成12年）
  - 4月1日 - 児童用一輪車40台設置。
  - 11月 - 「第1回新和っ子まつり」（PTA主催）開催。
- 2003年（平成15年）
  - 6月21日 - 創立30周年記念式典挙行し、祝賀会開催。
  - 8月11日 - 三郷中央地区土地区画整理のため、栄二丁目112−2（2024年現在の中央二丁目28-12）の新校舎に移転。
  - 8月24日 - つくばエクスプレス開通。当校近くに三郷中央駅が開業。
  - 9月20日 - 新校舎移転記念式典挙行。
- 2013年（平成25年）6月22日 - 創立40周年記念式典挙行し、祝賀会開催。
- 2014年（平成26年）4月1日 - 児童数増加のため、校庭南側の校舎隣に仮設校舎竣工。
- 2023年（令和5年）9月16日 - 創立50周年記念式典挙行し、おめでとう集会開催。

## 通学区域と進学先中学校
出典

### 通学区域
- 栄一丁目（全域）
- 栄三丁目（1番地〜184番地、192番地〜431番地）
- 栄四丁目（全域）
- 新和一丁目（全域）
- 新和二丁目（全域）
- 新和三丁目（全域）
- 岩野木（372番地1号〜385番地）
- 市助（66番地〜130番地、169番地〜384番地、702番地〜946番地）
- 谷中（1番地〜51番地、53番地〜88番地、185番地、247番地、254番地〜256番地）
- 谷口（1番地〜209番地、427番地〜432番地、1234番地〜1287番地）
- 花和田（111番地〜115番地2号、117番地2号、119番地1号〜123番地1号、222番地1号、223番地、224番地1号、224番地4号〜224番地8号、225番地1号）
- 中央一丁目（1番地〜10番地、13番地〜27番地、31番地〜39番地）
- 中央二丁目（全域）
- 中央三丁目（40番地〜50番地）

## 周辺
- 栄調整池多目的広場 - 校地北側に隣接
- 第二大場川 - 校地東側を流れる。
- 社会福祉法人千葉学園みさとしらゆり第二保育園 - 栄調整池多目的広場と北側に隣接。かつ、進学前保育園のひとつ。
- 三郷中央4号公園 - 第二大場川の東側に位置する。
- 三郷市医師会館
  - 三郷市休日診療所
- 東京電力パワーグリッド三郷変電所
- 三郷放水路
- 国道298号
- 東京外環自動車道
- 首都圏新都市鉄道つくばエクスプレス線三郷中央駅
- 三郷市立栄中学校

## アクセス
- つくばエクスプレス三郷中央駅から、徒歩約790m・約12分。